# Языки Эритреи
Основными языками, на которых говорят в Эритрее, являются тигринья, тигре, кунама, билин, нара, сахо, афарский, беджа. Тигринья, арабский и английский языки служат рабочими языками. В Эритрее имеется девять этно-лингвистических групп.
Тигринья — самый распространенный язык в стране, на котором в 2006 году было 2 540 000 носителей при численности населения 5 254 000 человек. Остальные жители в основном говорят на других языках афроазиатской семьи, нило-сахарских языках или индоевропейских языках.
Согласно конституции, Эритрея не имеет официальных языков, но тигринья и арабский язык — наиболее используемые. Английский и итальянский языки понимают некоторые слои населения. Тигринья и арабский язык были официальными языками с 1952 по 1956 год, и продолжают использоваться в среде христиан и мусульман.
Амхарский язык стал официальным языком в 1956 году. На сегодняшний день на амхарском разговаривают преимущественно люди эритрейского происхождения, которые были вынуждены покинуть свои дома в Эфиопии.
Геэз, также называемый древнеэфиопским языком, является литургическим языком Эритрейской православной церкви.

## Афроазиатские языки
В Эритрее говорят на таких афроазиатские языках как тигринья, тигре и дахлик (ранее считавшийся диалектом тигре). Вместе на них говорят около 70 % местных жителей:
- Тигринья. По состоянию на 2006 год насчитывалось около 2,54 миллиона говорящих.
- Тигре, на котором говорит народ тигре. По состоянию на 2006 год насчитывалось около 1,05 миллиона говорящих.
- Дахлик, распространен на архипелаге Дахлак. Рассматривается либо как диалект тигре, либо как отдельный язык; ему недавно был присвоен собственный код ISO 639-3. По состоянию на 2012 год было около 2500 носителей.

В стране также говорят на других афроазиатских языках, принадлежащих к кушитской ветви семьи. На них говорят около 10 % жителей, и они включают:
- Беджа, на котором говорит народ хедареб. Иногда его классифицируют как самостоятельную ветвь афроазиатской семьи. По состоянию на 2006 год в Эритрее было 158 000 говорящих.
- Сахо, на котором говорит народ сахо. Иногда его объединяют с афарским. По состоянию на 2006 год в Эритрее было около 789 000 говорящих.
- Афарский, на котором говорят афарцы, преимущественно в Эфиопии и Джибути. По состоянию на 2006 год в Эритрее было менее 100 000 говорящих.
- Билин, на котором говорят билен в районе Ансеба и в районе города Керен. По состоянию на 2006 год было около 91 000 носителей.
- Амхарский

## Нило-сахарские языки
На языках, принадлежащих к нило-сахарской языковой семье, говорят нилотские этнические меньшинства кунама и нара, проживающие на севере и северо-западе страны. Около 187 000 человек говорят на кунама, и около 81 400 человек говорят на нара (язык). По состоянию на 2006 год это соответствует примерно 3,5 % и 1,5 % от общего числа жителей, соответственно.

## Иностранные языки
Арабский в основном встречается в литературной форме в качестве учебного языка, преподаваемого в начальных и средних школах, но есть носители диалектных вариантов арабского языка, а именно:
- Суданский арабский — около 100 000 носителей.
- Хиджазский диалект арабского языка, на котором говорит народ рашайда. По состоянию на 2006 год было около 24 000 носителей.

Итальянский был внесен в 19 веке колониальными властями Итальянской Эритреи, но и теперь периодически используется в торговле. Он служит родным языком очень немногочисленных эритрейцев итальянского происхождения. Английский язык был введен в 1940-х годах британской военной администрацией в итальянской Эритреи. Сейчас он де-факто используется в качестве рабочего языка.
В 1940 году почти все местное население Асмэры (столицы Эритреи) говорило на эритрейском итальянском пиджине при общении с итальянскими колонизаторами. До конца 1970-х годов этот пиджин все ещё использовался некоторыми коренными эритрейцами, но сейчас считается исчезнувшим.